# Tim Head

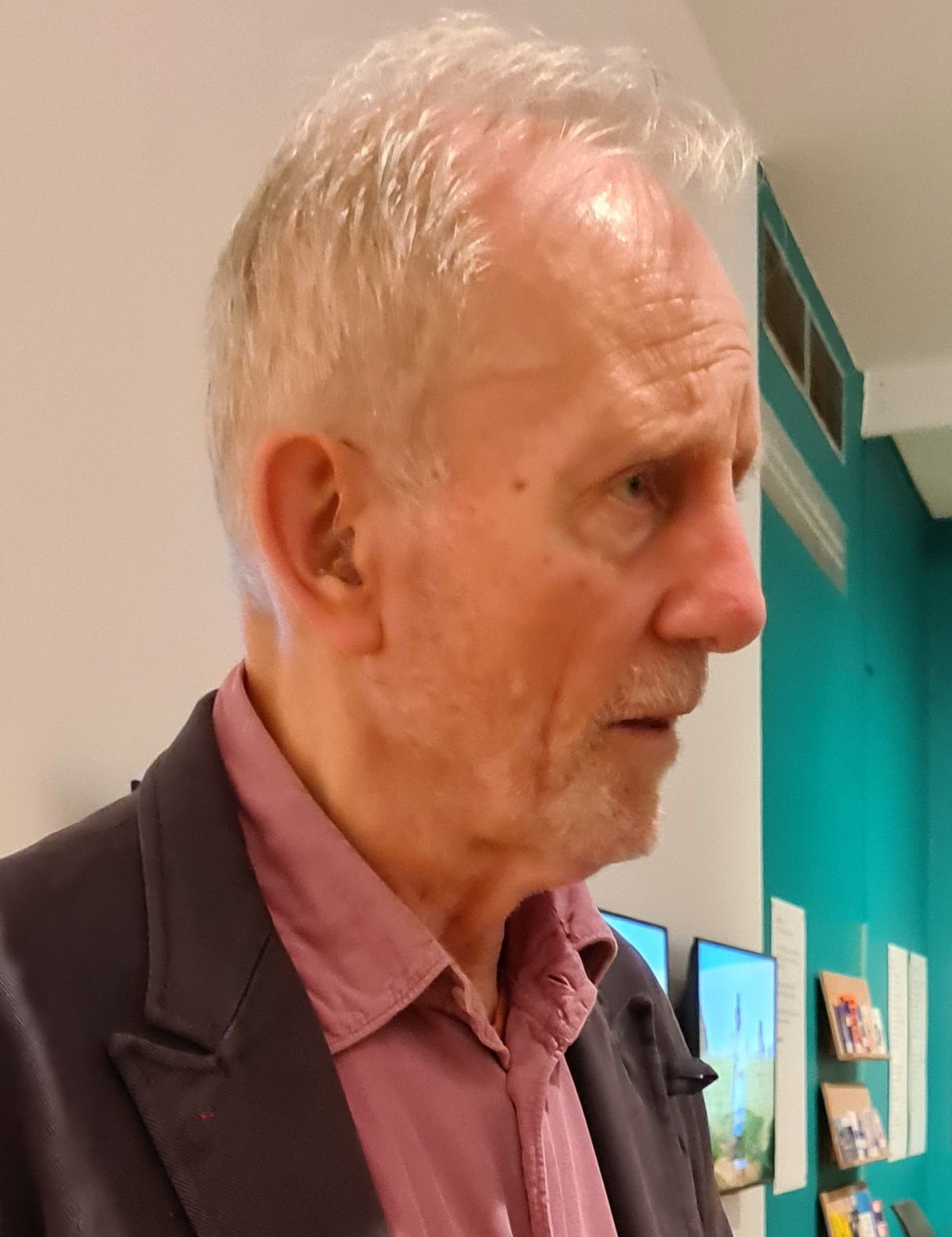
Tim Head 2024

Tim Head (* 1946 in London) ist ein britischer Installationskünstler, Maler, Grafiker und Fotograf.

## Leben
Tim Head studierte von 1965 bis 1969 bei Richard Hamilton und Ian Stephenson an der University of Newcastle upon Tyne. 1968 ging er nach New York City, wo er Assistent von Claes Oldenburg wurde und unter anderen Robert Smithson, Richard Serra, Eva Hesse, Sol LeWitt und John Cale kennenlernte. 1969 machte er seinen Master für Bildhauerei am Central Saint Martins College of Art and Design bei Barry Flanagan. 1971 wurde Tim Head Assistent bei Robert Morris und noch im gleichen Jahr Hochschullehrer an der Goldsmiths, University of London, wo er bis 1979 blieb. Von 1976 bis 2011 lehrte er an der Slade School of Fine Art.
Tim Head arbeitete anfänglich auf dem Gebiet der Installation, mit Diaprojektionen und Video und wendete sich Anfang der 1980er der Malerei und Fotografie zu. Head wurde bekannt für den innovativen Gebrauch der Cibachrome und Scanachrome Prozesse.

## Ausstellungen
Head bestritt seine erste Soloausstellung im Alter von 26 Jahren im Museum Modern Art in Oxford. In der Whitechapel Art Gallery in London folgten 1974 und 1992 weitere Ausstellungen. 1980 richtete er zusammen mit Nicholas Pope den Britischen Pavilion auf der 39. Biennale von Venedig aus. 1985 folgten Ausstellungen Institute of Contemporary Arts in London und 1995 im Kunstverein Freiburg, Kunstverein Heilbronn, Stadtgalerie Saarbrücken und der Kunstverein Braunschweig. In London stellte er 2006 in The drawing Gallery, 2007 in der Matthew Bown Gallery und 2011 in der Wilkinson Gallery, aus.
Head wurde zur Teilnahme an verschiedenen Gruppenausstellungen eingeladen. 1977 war er mit der Installation „Circuits“ auf der documenta 6 in Kassel vertreten. 1980 „British Art Now: An American Perspective“, Solomon R. Guggenheim Museum in New York City, und der Royal Academy of Arts in London und 2000 auf der Ausstellung „Live in Your Head: Concept and Experiment in Britain“ 1965–75, Whitechapel Art Gallery, London.

## Auszeichnungen
- 2006–2007 Artist's Residency, Structural Bioinformatics and Computational Biochemistry Unit, Department of Biochemistry, University of Oxford, UK
- 2006 SciArt Award, The Wellcome Trust[3]
- 1987 1. Preis, John Moores Painting Prize, Walker Art Gallery, Liverpool, UK
- 1985 Elephant Trust Award
- 1977–1978 Fellowship at Clare Hall and Kettle's Yard, Cambridge, UK, 1977–78 Kettle´s Yard[4]
- 1975 Gulbenkian-Stiftung Bildende Kunst